# Оружие дальнего боя
Оружие дальнего боя, Дальнобойное оружие — оружие, использующееся на дистанции, без прямого контакта с противником. 

## История
На начало XX столетия огнестрельное оружие различали на ручное и так называемые артиллерийские орудия, а ручное оружие подразделяли на:
- оружие дальнего боя (ружья, винтовки);
- оружие самообороны в рукопашном бою (револьверы, пистолеты)[1].

Вооружение крепостей, по своему назначению, на тоже время разделялось на:
- вооружение дальнего боя;
- вооружение ближнего боя[3].

Вооружение дальнего боя имело целью держать под огнем важнейшие пути подвоза, места, удобные для расположения парков, депо, складов, мастерских и осадных батарей, а также и дальнюю артиллерийскую борьбу. Для этой цели назначаются орудия особенно дальнобойные, для того, чтобы заставить противника далеко расположить склады и тем затруднить доставку орудий и огнестрельных припасов к батареям. Орудия дальнего боя могли быть сравнительно небольшого калибра. Во всех государствах для этой цели назначается 6-дюймовая пушка, длиною около 30 калибров, с начальной скоростью около двух т. фт. и досягаемостью около 12 верст, стреляющая фугасной бомбою и шрапнелью. Также существовала мортира дальнего боя.
У оружие дальнего боя поражающим элементом, как правило, выступают разного рода снаряды. Оружие дальнего боя относится к кинетическому оружию и различается с технической точки зрения по способу ускорения снарядов. Одной из разновидностей является метательное оружие, приводимое в действие мышечной силой либо с помощью пружин, кручения и рычагов. Другая категория оружия дальнего боя связана с пиротехническими средствами и включает в себя огнестрельное и ракетное оружие. Близкими по характеру воздействия к огнестрельному оружию являются основанное на гидроаэродинамике пневматическое оружие, а также электромагнитные ускорители рельсотрон и пушка Гаусса. К оружию дальнего боя относится и весь спектр оружия направленной энергии, включающего в себя воздействие на цель с помощью микроволн, лазера, ультразвука, заряженных частиц и так далее.